# Aymen Tahar
Aymen Tahar (arabsky أيمن طاهر‎; * 2. října 1989, Sheffield, Anglie, Spojené království) je anglicko-alžírský fotbalový záložník od léta 2015 hráč rumunského klubu FC Steaua București.
V červnu 2015 se jednalo o jeho příchodu do slovenského klubu ŠK Slovan Bratislava.